# Ostorhinchus apogonoides
Ostorhinchus apogonoides es una especie de pez con aleta radiada del género Ostorhinchus, de la familia Apogonidae, orden Kurtiformes. Fue descrita por Bleeker en 1856.

## Descripción
Mide 10 cm de longitud total.

## Distribución
Se distribuye por el Pacífico Indo-Occidental: mar Rojo, África Oriental hasta Filipinas, Japón y Australia.